# مراش (انگوران)
مراش یک روستا در ایران است که در دهستان انگوران واقع شده‌است. مراش ۲۳۴ نفر جمعیت دارد.